# 楽しい夕に
『楽しい夕に』（たのしいゆうべに）は、1972年12月5日に発売されたRCサクセション2枚目のアルバム。

## 収録曲
全作詞：忌野清志郎　作曲：肝沢幅一（特記以外）
1. ラー・ラー・ラ・ラ・ラ (4:15) 
（作曲：破廉ケンチ・肝沢幅一）
2. エミちゃんおめでとう (2:09)
（作詞・作曲：林小和生）
3. 忙しすぎたから (2:56)
（作詞：林小和生）
4. あの娘の悪い噂 (3:10)
5. 九月になったのに (3:59)
6. ねむい (2:52)
7. もっとおちついて (7:01)
（作曲：林小和生・肝沢幅一）
8. 君もおいで (1:14)
9. 去年の今頃 (2:23)
10. 日隅くんの自転車のうしろに乗りなよ (2:00)
（作曲：林小和生・破廉ケンチ）
11. ぼくの自転車のうしろに乗りなよ (6:15)	
（作曲：忌野清志郎）
1992年に開催されたイベント『RCサクセションの子供たち〜夜の散歩をしないかね〜』にて柳原陽一郎がカバーした[1]。